# 皮耶韦-圣斯特凡诺
皮耶韦-圣斯特凡诺（義大利語：Pieve Santo Stefano），是意大利阿雷佐省的一个市镇。总面积155.68平方公里，人口3224人，人口密度20.7人/平方公里（2009年）。ISTAT代码为051030。